# Эскортные авианосцы типа «Эвенджер»
Тип «Эвенджер» (англ. Avenger class) — серия эскортных авианосцев США периода Второй мировой войны.
Авианосцы этого типа строились на основе корпусов гражданских сухогрузов и представляли собой дальнейшее развитие идей, заложенных в проект первого американского эскортного авианосца — «Лонг-Айленд».
Всего в 1941—1942 годах были переоборудованы четыре корабля этого типа, три из которых были переданы Великобритании по программе ленд-лиза, а четвёртый, «Черджер», оставлен для использования в роли учебного. Два из британских авианосцев были потеряны в ходе войны: один был потоплен германской подводной лодкой, а другой — в результате случайного взрыва топливных баков. Третий же был передан Франции под конец войны, и оставался на вооружении её флота до 1966 года, успев принять участие в Индокитайской войне. «Черджер» же оставался на вооружении ВМС США, используясь в качестве учебного авианосца, а позднее — авиатранспорта, до 1947 года, когда он продан в качестве вновь уже гражданского грузового судна.

## Представители
| Название                         | Номер              | Закладка           | Спуск на воду        | Вступление в строй | Судьба                                                                                     |
| ВМС Великобритании               | ВМС Великобритании | ВМС Великобритании | ВМС Великобритании   | ВМС Великобритании | ВМС Великобритании                                                                         |
| -------------------------------- | ------------------ | ------------------ | -------------------- | ------------------ | ------------------------------------------------------------------------------------------ |
| «Эвенджер» Avenger               | D14                | н/д                | 27 ноября 1940 года  | 2 марта 1942 года  | потоплен подлодкой U-155 15 ноября 1942 года                                               |
| «Байтер» Biter «Диксмюд» Dixmude | D97 A609           | н/д                | 18 декабря 1940 года | 1 мая 1942 года    | передан Франции 9 апреля 1945 года, возвращён США в 1966 году и пущен на слом              |
| «Дешер» Dasher                   | D37                | н/д                | 12 апреля 1941 года  | 1 июля 1942 года   | затонул от взрыва топливных баков 27 марта 1943 года                                       |
| ВМС США                          |                    |                    |                      |                    |                                                                                            |
| «Черджер» Charger                | CVE-30             | н/д                | 1 марта 1941 года    | 3 марта 1942 года  | снят с вооружения в 1947 году, вновь превращён в грузовое судно, пущен на слом в 1969 году |